# Simultan Krippenspiel
Simultan Krippenspiel är ett juloratorium för kör, röster, violin, viola, tuba, slagverk, Teorb och multimedia av Pär Olofsson. 
Librettot är baserat på Hugo Balls dadaistiska julpjäs med samma namn och hade premiär den 5 december 2020 i Oscarskyrkan, Stockholm.
Originalpjäsen berättar julens historia ”samtidigt” genom att presentera julevangeliet både på ”normal” tyska och med nonsensrepliker och onomatopoetiska ljud som läses av de olika rollfigurerna. Tonsättningen lägger till ytterligare ett lager till det samtidiga berättandet som ibland förklarar, ibland låter innebörden förbli otydlig.
Simultan Krippenspiel var med som slutkonsert under Uppsala körfestival 2023. 
Simultan Krippenspiel uppmärksammades i Dagens nyheter  och bloggen christmas.records.com.
En inspelning av Simultan Krippenspiel är utgiven på Footprint Records med Fredrik Malmberg, Vokalharmonin och KammarensembleN.